# Lukas Graham/Diskografie
Diese Diskografie ist eine Übersicht über die musikalischen Werke der dänischen Musikgruppe Lukas Graham. Den Schallplattenauszeichnungen zufolge hat sie bisher mehr als 24,5 Millionen Tonträger verkauft. Seine erfolgreichste Veröffentlichung ist die Single 7 Years mit über 14,3 Millionen verkauften Einheiten.

## Studioalben
| Jahr | Titel Musiklabel                                   | Höchstplatzierung, Gesamtwochen, AuszeichnungChartplatzierungen (Jahr, Titel, Musiklabel, Platzierungen, Wochen, Auszeichnungen, Anmerkungen) | Höchstplatzierung, Gesamtwochen, AuszeichnungChartplatzierungen (Jahr, Titel, Musiklabel, Platzierungen, Wochen, Auszeichnungen, Anmerkungen) | Höchstplatzierung, Gesamtwochen, AuszeichnungChartplatzierungen (Jahr, Titel, Musiklabel, Platzierungen, Wochen, Auszeichnungen, Anmerkungen) | Höchstplatzierung, Gesamtwochen, AuszeichnungChartplatzierungen (Jahr, Titel, Musiklabel, Platzierungen, Wochen, Auszeichnungen, Anmerkungen) | Höchstplatzierung, Gesamtwochen, AuszeichnungChartplatzierungen (Jahr, Titel, Musiklabel, Platzierungen, Wochen, Auszeichnungen, Anmerkungen) | Höchstplatzierung, Gesamtwochen, AuszeichnungChartplatzierungen (Jahr, Titel, Musiklabel, Platzierungen, Wochen, Auszeichnungen, Anmerkungen) | Anmerkungen                                                |
| Jahr | Titel Musiklabel                                   | DK | DE | AT | CH | UK | US | Anmerkungen                                                |
| ---- | -------------------------------------------------- | --- | --- | --- | --- | --- | --- | ---------------------------------------------------------- |
| 2012 | Lukas Graham Copenhagen Records (UMG)              | DK1 ×7Siebenfachplatin · (164 Wo.)DK | DE41 (1 Wo.)DE | — | — | — | — | Erstveröffentlichung: 26. März 2012 Verkäufe: + 140.000    |
| 2015 | Lukas Graham (Blue Album) Copenhagen Records (UMG) | DK1 ×1616-fach-Platin · (480 Wo.)DK | DE28 (17 Wo.)DE | AT31 (9 Wo.)AT | CH34 (12 Wo.)CH | UK2 Gold · (20 Wo.)UK | US3 Platin · (43 Wo.)US | Erstveröffentlichung: 17. Juni 2015 Verkäufe: + 550.000    |
| 2018 | 3 (The Purple Album) Copenhagen Records (UMG)      | DK1 ×4Vierfachplatin · (85 Wo.)DK | DE57 (1 Wo.)DE | — | CH85 (1 Wo.)CH | — | US89 (1 Wo.)US | Erstveröffentlichung: 26. Oktober 2018 Verkäufe: + 102.500 |
| 2023 | 4 (The Pink Album) United Stage (UMG)              | DK1 Platin · (8 Wo.)DK | DE56 (1 Wo.)DE | — | — | — | — | Erstveröffentlichung: 20. Januar 2023 Verkäufe: + 20.000   |

## Singles

### Als Leadmusiker
| Jahr | Titel Album                                                    | Höchstplatzierung, Gesamtwochen, AuszeichnungChartplatzierungen (Jahr, Titel, Album, Platzierungen, Wochen, Auszeichnungen, Anmerkungen) | Höchstplatzierung, Gesamtwochen, AuszeichnungChartplatzierungen (Jahr, Titel, Album, Platzierungen, Wochen, Auszeichnungen, Anmerkungen) | Höchstplatzierung, Gesamtwochen, AuszeichnungChartplatzierungen (Jahr, Titel, Album, Platzierungen, Wochen, Auszeichnungen, Anmerkungen) | Höchstplatzierung, Gesamtwochen, AuszeichnungChartplatzierungen (Jahr, Titel, Album, Platzierungen, Wochen, Auszeichnungen, Anmerkungen) | Höchstplatzierung, Gesamtwochen, AuszeichnungChartplatzierungen (Jahr, Titel, Album, Platzierungen, Wochen, Auszeichnungen, Anmerkungen) | Höchstplatzierung, Gesamtwochen, AuszeichnungChartplatzierungen (Jahr, Titel, Album, Platzierungen, Wochen, Auszeichnungen, Anmerkungen) | Anmerkungen                                                                           |
| Jahr | Titel Album                                                    | DK | DE | AT | CH | UK | US | Anmerkungen                                                                           |
| --- | -------------------------------------------------------------- | --- | --- | --- | --- | --- | --- | ------------------------------------------------------------------------------------- |
| 2011 | Ordinary Things Lukas Graham                                   | DK2 ×3Platin + Dreifachplatin (Streaming) · (32 Wo.)DK                                                                                   | — | — | — | — | — | Erstveröffentlichung: 17. Oktober 2011 Verkäufe: + 30.000                             |
| 2012 | Drunk in the Morning Lukas Graham                              | DK1 ×4×3Vierfachplatin + Dreifachplatin (Streaming) · (22 Wo.)DK                                                                         | DE30 (14 Wo.)DE | AT42 (5 Wo.)AT | — | — | — | Erstveröffentlichung: 13. Februar 2012 Verkäufe: + 360.000                            |
| 2012 | Criminal Mind Lukas Graham                                     | DK4 ×2Gold + Doppelplatin (Streaming) · (11 Wo.)DK                                                                                       | — | — | — | — | — | Erstveröffentlichung: 26. März 2012 Verkäufe: + 15.000                                |
| 2012 | Better Than Yourself (Criminal Mind Pt. 2) Lukas Graham        | DK1 ×3Platin + Dreifachplatin (Streaming) · (23 Wo.)DK                                                                                   | — | — | — | — | — | Erstveröffentlichung: 22. Oktober 2012 Verkäufe: + 30.000                             |
| 2014 | Mama Said Lukas Graham (Blue Album)                            | DK1 ×4×2Vierfachplatin + Doppelplatin (Streaming) · (26 Wo.)DK                                                                           | DE— GoldDE | — | — | UK48 Gold · (11 Wo.)UK | US36 Platin · (11 Wo.)US | Erstveröffentlichung: 26. Juni 2014 Verkäufe: + 1.770.000                             |
| 2015 | Strip No More Lukas Graham (Blue Album)                        | DK1 ×3Dreifachplatin · (20 Wo.)DK | — | — | — | — | — | Erstveröffentlichung: 16. Juni 2015 Verkäufe: + 270.000                               |
| 2015 | 7 Years Lukas Graham (Blue Album)                              | DK1 ×7Siebenfachplatin · (58 Wo.)DK | DE6 ×3Dreifachgold · (44 Wo.)DE | AT1 Gold · (37 Wo.)AT | CH3 Gold · (62 Wo.)CH | UK1 ×5Fünffachplatin · (46 Wo.)UK | US2 ×7Siebenfachplatin · (36 Wo.)US | Erstveröffentlichung: 18. September 2015 Verkäufe: + 14.343.333                       |
| 2016 | You’re Not There Lukas Graham (Blue Album)                     | DK25 ×2Doppelplatin · (4 Wo.)DK | — | — | — | — | — | Erstveröffentlichung: 13. Mai 2016 Verkäufe: + 180.000                                |
| 2016 | Take the World by Storm Lukas Graham (Blue Album)              | DK10 ×2Doppelplatin · (10 Wo.)DK | — | — | — | — | — | Erstveröffentlichung: 16. September 2016 Verkäufe: + 180.000                          |
| 2017 | Off to See the World My Little Pony: The Movie OST             | DK9 Platin · (9 Wo.)DK | — | — | — | — | — | Erstveröffentlichung: 5. Oktober 2017 Verkäufe: + 90.000                              |
| 2018 | Love Someone 3 (The Purple Album)                              | DK1 ×5Fünffachplatin · (32 Wo.)DK | DE33 Gold · (15 Wo.)DE | AT29 (14 Wo.)AT | CH18 (27 Wo.)CH | UK— GoldUK | US70 Platin · (10 Wo.)US | Erstveröffentlichung: 7. September 2018 Verkäufe: + 2.800.000                         |
| 2018 | Not a Damn Thing Changed 3 (The Purple Album)                  | DK2 Platin · (8 Wo.)DK | — | — | — | — | — | Erstveröffentlichung: 12. Oktober 2018 Verkäufe: + 90.000                             |
| 2019 | Lie 4 (The Pink Album)                                         | DK2 ×2Doppelplatin · (15 Wo.)DK | — | — | — | — | — | Erstveröffentlichung: 27. September 2019 Verkäufe: + 180.000                          |
| 2019 | Here (For Christmas) –                                         | DK23 Platin · (12 Wo.)DK | DE63 (5 Wo.)DE | AT66 (1 Wo.)AT | — | — | — | Erstveröffentlichung: 8. November 2019 Verkäufe: + 90.000                             |
| 2020 | Scars –                                                        | DK9 Gold · (7 Wo.)DK | — | — | — | — | — | Erstveröffentlichung: 20. März 2020 Verkäufe: + 45.000                                |
| 2020 | Love Songs –                                                   | — | — | — | — | — | — | Erstveröffentlichung: 1. Mai 2020                                                     |
| 2020 | Share That Love 4 (The Pink Album)                             | DK14 ×2Doppelplatin · (23 Wo.)DK | — | — | — | — | — | Erstveröffentlichung: 21. August 2020 Verkäufe: + 195.000; feat. G-Eazy               |
| 2020 | Where I’m From –                                               | DK24 (1 Wo.)DK | — | — | — | — | — | Erstveröffentlichung: 6. November 2020 feat. Wiz Khalifa                              |
| 2021 | No Evil Baba Business 2                                        | DK1 Gold · (6 Wo.)DK | — | — | — | — | — | Erstveröffentlichung: 29. Januar 2021 Verkäufe: + 45.000; mit Branco                  |
| 2021 | Happy for You –                                                | DK30 Gold · (1 Wo.)DK | — | — | — | — | — | Erstveröffentlichung: 14. Mai 2021 Verkäufe: + 45.000                                 |
| 2021 | Call My Name –                                                 | DK33 (1 Wo.)DK | — | — | — | — | — | Erstveröffentlichung: 17. September 2021                                              |
| 2021 | Goal –                                                         | DK17 Gold · (3 Wo.)DK | — | — | — | — | — | Erstveröffentlichung: 24. September 2021 Verkäufe: + 45.000; mit Branco & Artigeardit |
| 2022 | All of It All 4 (The Pink Album)                               | DK29 (2 Wo.)DK | — | — | — | — | — | Erstveröffentlichung: 18. Februar 2022                                                |
| 2022 | Wish You Were Here 4 (The Pink Album)                          | DK10 Gold · (8 Wo.)DK | — | — | — | — | — | Erstveröffentlichung: 26. August 2022 Verkäufe: + 45.000; feat. Khalid                |
| 2023 | Home Movies 4 (The Pink Album)                                 | DK37 Gold · (1 Wo.)DK | — | — | — | — | — | Erstveröffentlichung: 13. Januar 2023 Verkäufe: + 45.000; mit Mickey Guyton           |
| Folgende Lieder erschienen nicht als Single, wurden aber durch das Album zum Download und Streaming bereitgestellt und konnten somit eine Platzierung erlangen: |                                                                | | | | | | |                                                                                       |
| |                                                                | | | | | | |                                                                                       |
| 2015 | What Happened to Perfect Lukas Graham (Blue Album)             | DK14 ×2Doppelplatin · (11 Wo.)DK | — | — | — | — | — | Charteinstieg: 26. Juni 2015 Verkäufe: + 180.000                                      |
| 2015 | Hayo Lukas Graham (Blue Album)                                 | DK17 Gold · (4 Wo.)DK | — | — | — | — | — | Charteinstieg: 26. Juni 2015 Verkäufe: + 30.000                                       |
| 2015 | Don’t You Worry ’Bout Me Lukas Graham (Blue Album)             | DK24 Gold · (3 Wo.)DK | — | — | — | — | — | Charteinstieg: 26. Juni 2015 Verkäufe: + 30.000                                       |
| 2015 | Funeral Lukas Graham (Blue Album)                              | DK29 Platin · (2 Wo.)DK | — | — | — | — | — | Charteinstieg: 26. Juni 2015 Verkäufe: + 90.000                                       |
| 2015 | When I Woke Up… Lukas Graham (Blue Album)                      | DK30 Gold · (2 Wo.)DK | — | — | — | — | — | Charteinstieg: 26. Juni 2015 Verkäufe: + 45.000                                       |
| 2015 | Happy Home Lukas Graham (Blue Album)                           | DK31 Platin · (2 Wo.)DK | — | — | — | — | — | Charteinstieg: 26. Juni 2015 Verkäufe: + 90.000                                       |
| 2015 | Playtime Lukas Graham (Blue Album)                             | DK33 Gold · (2 Wo.)DK | — | — | — | — | — | Charteinstieg: 26. Juni 2015 Verkäufe: + 45.000                                       |
| 2018 | Lullaby 3 (The Purple Album)                                   | DK3 Gold · (3 Wo.)DK | — | — | — | — | — | Charteinstieg: 2. November 2018 Verkäufe: + 45.000                                    |
| 2018 | You’re Not the Only One (Redemption Song) 3 (The Purple Album) | DK6 Gold · (3 Wo.)DK | — | — | — | — | — | Charteinstieg: 2. November 2018 Verkäufe: + 45.000                                    |
| 2018 | Promise 3 (The Purple Album)                                   | DK9 (2 Wo.)DK | — | — | — | — | — | Charteinstieg: 2. November 2018                                                       |
| 2018 | Stick Around 3 (The Purple Album)                              | DK12 Gold · (2 Wo.)DK | — | — | — | — | — | Charteinstieg: 2. November 2018 Verkäufe: + 45.000                                    |
| 2018 | Everything That Isn’t Me 3 (The Purple Album)                  | DK14 (2 Wo.)DK | — | — | — | — | — | Charteinstieg: 2. November 2018                                                       |
| 2018 | Unhappy 3 (The Purple Album)                                   | DK18 (2 Wo.)DK | — | — | — | — | — | Charteinstieg: 2. November 2018                                                       |
| 2018 | Hold My Hand 3 (The Purple Album)                              | DK21 (2 Wo.)DK | — | — | — | — | — | Charteinstieg: 2. November 2018                                                       |
| 2018 | Say Yes (Church Ballad) 3 (The Purple Album)                   | DK22 (1 Wo.)DK | — | — | — | — | — | Charteinstieg: 2. November 2018                                                       |

### Als Gastmusiker
| Jahr | Titel Album                       | Höchstplatzierung, Gesamtwochen, AuszeichnungChartplatzierungen (Jahr, Titel, Album, Platzierungen, Wochen, Auszeichnungen, Anmerkungen) | Höchstplatzierung, Gesamtwochen, AuszeichnungChartplatzierungen (Jahr, Titel, Album, Platzierungen, Wochen, Auszeichnungen, Anmerkungen) | Höchstplatzierung, Gesamtwochen, AuszeichnungChartplatzierungen (Jahr, Titel, Album, Platzierungen, Wochen, Auszeichnungen, Anmerkungen) | Höchstplatzierung, Gesamtwochen, AuszeichnungChartplatzierungen (Jahr, Titel, Album, Platzierungen, Wochen, Auszeichnungen, Anmerkungen) | Höchstplatzierung, Gesamtwochen, AuszeichnungChartplatzierungen (Jahr, Titel, Album, Platzierungen, Wochen, Auszeichnungen, Anmerkungen) | Höchstplatzierung, Gesamtwochen, AuszeichnungChartplatzierungen (Jahr, Titel, Album, Platzierungen, Wochen, Auszeichnungen, Anmerkungen) | Anmerkungen |
| Jahr | Titel Album                       | DK | DE | AT | CH | UK | US | Anmerkungen |
| ---- | --------------------------------- | --- | --- | --- | --- | --- | --- | --- |
| 2014 | Happy Home Aurora                 | DK1 ×3Gold + Dreifachplatin (Streaming) · (23 Wo.)DK                                                                                     | — | — | — | — | — | Erstveröffentlichung: 10. März 2014 Verkäufe: + 30.000; Hedegaard feat. Lukas Graham                                                        |
| 2015 | Søndagsbarn De bedste til smatten | DK3 ×3Dreifachplatin · (15 Wo.)DK | — | — | — | — | — | Erstveröffentlichung: 22. Mai 2015 Verkäufe: + 270.000; Suspekt feat. Lukas Graham                                                          |
| 2016 | Golden Truth                      | DK1 ×2Doppelplatin · (19 Wo.)DK | DE46 (10 Wo.)DE | AT64 (3 Wo.)AT | — | — | — | Erstveröffentlichung: 5. Februar 2016 Verkäufe: + 180.000; Brandon Beal feat. Lukas Graham                                                  |
| 2018 | Holder fast –                     | DK1 ×2Doppelplatin · (17 Wo.)DK | — | — | — | — | — | Erstveröffentlichung: 27. April 2018 Verkäufe: + 180.000; Hennedub feat. Gilli & Lukas Graham                                               |
| 2020 | Tættere end vi tror –             | DK1 Platin · (11 Wo.)DK | — | — | — | — | — | Erstveröffentlichung: 27. April 2020 Verkäufe: + 90.000; P3 feat. Tessa, Lukas Graham, Mads Langer, Jada, Benjamin Hav, Clara & Don Stefano |
| 2024 | Du ligner din mor –               | DK1 Platin · (… Wo.)DK | — | — | — | — | — | Erstveröffentlichung: 27. Dezember 2024 Verkäufe: + 90.000; Benjamin Hav feat. Lukas Graham                                                 |

## Statistik

### Chartauswertung
|                     | DK    | DE    | AT    | CH    | UK    | US    |
| ------------------- | ----- | ----- | ----- | ----- | ----- | ----- |
| Nummer-eins-Alben   | DK4DK | DE—DE | AT—AT | CH—CH | UK—UK | US—US |
| Top-10-Alben        | DK4DK | DE—DE | AT—AT | CH—CH | UK1UK | US1US |
| Alben in den Charts | DK4DK | DE4DE | AT1AT | CH2CH | UK1UK | US2US |

|                       | DK     | DE    | AT    | CH    | UK    | US    |
| --------------------- | ------ | ----- | ----- | ----- | ----- | ----- |
| Nummer-eins-Singles   | DK11DK | DE—DE | AT1AT | CH—CH | UK1UK | US—US |
| Top-10-Singles        | DK24DK | DE1DE | AT1AT | CH1CH | UK1UK | US1US |
| Singles in den Charts | DK45DK | DE5DE | AT5AT | CH2CH | UK2UK | US3US |

### Auszeichnungen für Musikverkäufe
| Goldene Schallplatte - Dänemark - 2012: für das Streaming Apologize - 2012: für das Streaming Moving Alone - 2012: für das Streaming Never Let Me Down - 2012: für das Streaming Nice Guy - 2013: für das Streaming When You’re With Me (Interlude) - 2013: für das Streaming Ooohhh Interlude - Frankreich - 2023: für das Album Lukas Graham (Blue Album) - Italien - 2019: für die Single Love Someone - Neuseeland - 2021: für das Album 3 (The Purple Album) - 2023: für die Single Share That Love - Niederlande - 2017: für das Album Lukas Graham (Blue Album) - Polen - 2016: für das Album Lukas Graham (Blue Album) - 2016: für die Single Mama Said - 2022: für die Single Love Someone - 2024: für die Single 7 Years (Sped-Up/Nightcore) - Schweden - 2016: für die Single Golden - 2018: für das Album 3 (The Purple Album) - Spanien - 2016: für die Single Mama Said | Platin-Schallplatte - Dänemark - 2012: für das Streaming Don’t Hurt Me This Way - 2013: für das Streaming Red Wine - 2013: für das Streaming Before the Morning Sun - Italien - 2016: für die Single Mama Said - Kanada - 2017: für die Single Mama Said - 2020: für das Album Lukas Graham (Blue Album) - Neuseeland - 2018: für die Single Mama Said - Norwegen - 2016: für die Single Golden - Niederlande - 2015: für die Single 7 Years - Schweden - 2016: für das Album Lukas Graham (Blue Album) - Spanien - 2024: für die Single Love Someone 2× Platin-Schallplatte - Belgien - 2016: für die Single 7 Years - Kanada - 2020: für die Single Love Someone - Neuseeland - 2023: für das Album Lukas Graham (Blue Album) - Portugal - 2022: für die Single Love Someone - Schweden - 2019: für die Single Love Someone | 3× Platin-Schallplatte - Australien - 2021: für die Single Love Someone - Malaysia - 2019: für die Single 7 Years - Neuseeland - 2024: für die Single Love Someone - Portugal - 2022: für die Single 7 Years - Schweden - 2016: für die Single Mama Said - Spanien - 2024: für die Single 7 Years 4× Platin-Schallplatte - Irland - 2017: für die Single 7 Years - Polen - 2016: für die Single 7 Years 5× Platin-Schallplatte - Italien - 2017: für die Single 7 Years 6× Platin-Schallplatte - Australien - 2018: für die Single 7 Years 7× Platin-Schallplatte - Neuseeland - 2024: für die Single 7 Years 9× Platin-Schallplatte - Schweden - 2017: für die Single 7 Years Diamantene Schallplatte - Frankreich - 2016: für die Single 7 Years - Kanada - 2020: für die Single 7 Years |

Anmerkung: Auszeichnungen in Ländern aus den Charttabellen bzw. Chartboxen sind in ebendiesen zu finden.
| Land/RegionAuszeichnungen für Musikverkäufe (Land/Region, Auszeichnungen, Verkäufe, Quellen) | Gold       | Platin         | Diamant     | Verkäufe   | Quellen              |
| -------------------------------------------------------------------------------------------- | ---------- | -------------- | ----------- | ---------- | -------------------- |
| Australien (ARIA)                                                                            | —          | 9× Platin9     | —           | 630.000    | aria.com.au          |
| Belgien (BRMA)                                                                               | —          | 2× Platin2     | —           | 60.000     | ultratop.be          |
| Dänemark (IFPI)                                                                              | 21× Gold21 | 96× Platin96   | —           | 5.035.000  | ifpi.dk              |
| Deutschland (BVMI)                                                                           | 3× Gold3   | Platin1        | —           | 1.000.000  | musikindustrie.de    |
| Frankreich (SNEP)                                                                            | Gold1      | —              | Diamant1    | 283.333    | snepmusique.com      |
| Irland (IRMA)                                                                                | —          | 4× Platin4     | —           | 60.000     | Einzelnachweise      |
| Italien (FIMI)                                                                               | Gold1      | 6× Platin6     | —           | 325.000    | fimi.it              |
| Kanada (MC)                                                                                  | —          | 4× Platin4     | Diamant1    | 1.120.000  | musiccanada.com      |
| Malaysia (RIM)                                                                               | —          | 3× Platin3     | —           | 600.000    | Einzelnachweise      |
| Neuseeland (RMNZ)                                                                            | 2× Gold2   | 13× Platin13   | —           | 382.500    | radioscope.co.nz NZ2 |
| Niederlande (NVPI)                                                                           | Gold1      | Platin1        | —           | 50.000     | nvpi.nl              |
| Norwegen (IFPI)                                                                              | —          | Platin1        | —           | 10.000     | ifpi.no              |
| Österreich (IFPI)                                                                            | Gold1      | —              | —           | 15.000     | ifpi.at              |
| Polen (ZPAV)                                                                                 | 4× Gold4   | 4× Platin4     | —           | 150.000    | olis.pl              |
| Portugal (AFP)                                                                               | —          | 5× Platin5     | —           | 50.000     | Einzelnachweise      |
| Schweden (IFPI)                                                                              | 2× Gold2   | 15× Platin15   | —           | 640.000    | sverigetopplistan.se |
| Schweiz (IFPI)                                                                               | Gold1      | —              | —           | 15.000     | hitparade.ch         |
| Spanien (Promusicae)                                                                         | Gold1      | 3× Platin3     | —           | 220.000    | elportaldemusica.es  |
| Vereinigte Staaten (RIAA)                                                                    | —          | 10× Platin10   | —           | 10.000.000 | riaa.com             |
| Vereinigtes Königreich (BPI)                                                                 | 3× Gold3   | 5× Platin5     | —           | 3.900.000  | bpi.co.uk            |
| Insgesamt                                                                                    | 41× Gold41 | 182× Platin182 | 2× Diamant2 |            |                      |